# Édouard Glissant
Édouard Glissant (Sainte-Marie, Martinica, 21 de setembro de 1928 - Paris, 3 de fevereiro de 2011) foi um escritor, poeta, romancista, teatrólogo e ensaísta francês.

## Biografia
Doutor em Letras, publicou suas primeiras obras depois de seus estudos de etnografia no Museu do Homem e de história e filosofia na Sorbonne. No início, adepto das teses de negritude (conceito desenvolvido por Léopold Senghor em prol de um retorno às raízes africanas), elaborou o conceito de antilhanidade (valorização da cultura própria, nascida nas Antilhas, considerando o povo das ilhas "autônomo" culturalmente em relação a África) e de crioulização (valorização da cultura e língua crioula). 
Aproximando-se das idéias de Frantz Fanon, fundou, com Paul Niger, em 1959 o Front antilho-guiano independantista, e mais tarde autonomista, o que causa seu exílio de 1959 à 1965. Voltou à Martinica em 1965 e fundou o Instituto Martiniquenho de Estudos e o periódico "Acoma" de ciências humanas. Algumas de suas obras, como o "Discours Antillais", são marcadas por este engajamento político.
Passou a atuar na UNESCO em função do seu trabalho, mudando-se para Nova York, onde desde 1995 era professor especial de literatura francesa na Universidade Municipal de Nova York.
Suas reflexões sobre a identidade antilhana inspiraram toda uma geração de escritores ao redor dos conceitos de crioulidade e antilhanidade, entre eles Patrick Chamoiseau, Ernest Pépin, Audrey Pulvar e Raphaël Confiant. 
Esta antilhanidade seria forjada a partir da ideia de identidade múltipla ou identidade de raiz, aberta ao mundo e colocada em contato com outras culturas. É uma terceira via que ele criou diante das argumentações ao redor da ideia de negritude e escritor militante, procurou um viés poético da sobrevivências no seio da mundialização através do conceito de mundialidade. Sua influência na política martiniquenha continua forte nos meios ecológicos e independentistas. 
Em janeiro de 2006, recebeu do presidente francês Jacques Chirac, na direção de uma missão para a criação de em centro nacional dedicado ao tráfico e à escravidão e em 2007, criou o Institut du tout-monde.

## Ligações Externas
- Édouard Glissant, Bibliografia Completa, de ilha em ilha
- , Ficha de Édouard Glissant com notas de leitura e entrevistas sobre cultura africana.
- Édouard Glissant: one world in relation de Manthia Diawara